# Modlešovice
Modlešovice jsou vesnice a část města Strakonice ve stejnojmenném okrese v Jihočeském kraji. Nachází se asi 5,5 kilometru východně od Strakonic. Prochází tudy železniční trať Plzeň – České Budějovice. Modlešovice jsou také název katastrálního území o rozloze 5,33 km².

## Název
Název vesnice je odvozen z osobního jména Modliš ve významu ves lidí Modlišových. V historických pramenech se jméno vsi objevuje ve tvarech: Modlissouicz (1397), Modlišovice (1490, 1569), Modlessowicze (1654) a Modleschowitz nebo Modlessowice (1840).

## Historie
První písemná zmínka o vesnici pochází z roku 1397. Roku 1490 vesnici prodal Jan z Naznašov a na Čejeticích strakonickému převoru Janovi ze Švamberka.

## Obyvatelstvo
| Rok            | 1869 | 1880 | 1890 | 1900 | 1910 | 1921 | 1930 | 1950 | 1961 | 1970 | 1980 | 1991 | 2001 | 2011 | 2021 |
| -------------- | ---- | ---- | ---- | ---- | ---- | ---- | ---- | ---- | ---- | ---- | ---- | ---- | ---- | ---- | ---- |
| Počet obyvatel | 318  | 348  | 339  | 337  | 320  | 301  | 280  | 208  | 183  | 159  | 161  | 158  | 161  | 166  | 188  |
| Počet domů     | 41   | 41   | 48   | 50   | 53   | 55   | 53   | 58   | 51   | 48   | 46   | 55   | 57   | 62   | 68   |

## Obecní správa
Při sčítání lidu v letech 1850–1976 Modlešovice byly samostatnou obcí v okrese Strakonice. Od 1. dubna 1976 jsou částí města Strakonice ve stejnojmenném okrese. V letech 1961–1976 k obci patřily Hajská a Sedlíkovice.

## Pamětihodnosti
- Zvonička na návsi
- Usedlost čp. 15 – zchátralý statek ve stylu selského baroka po roce 2018 zachránili a opravili noví majitelé[9]
- Usedlost čp. 28
- Rýžoviště zlata (lokality V močidlech, V lučinách, V lukách a V jamách)

## Galerie

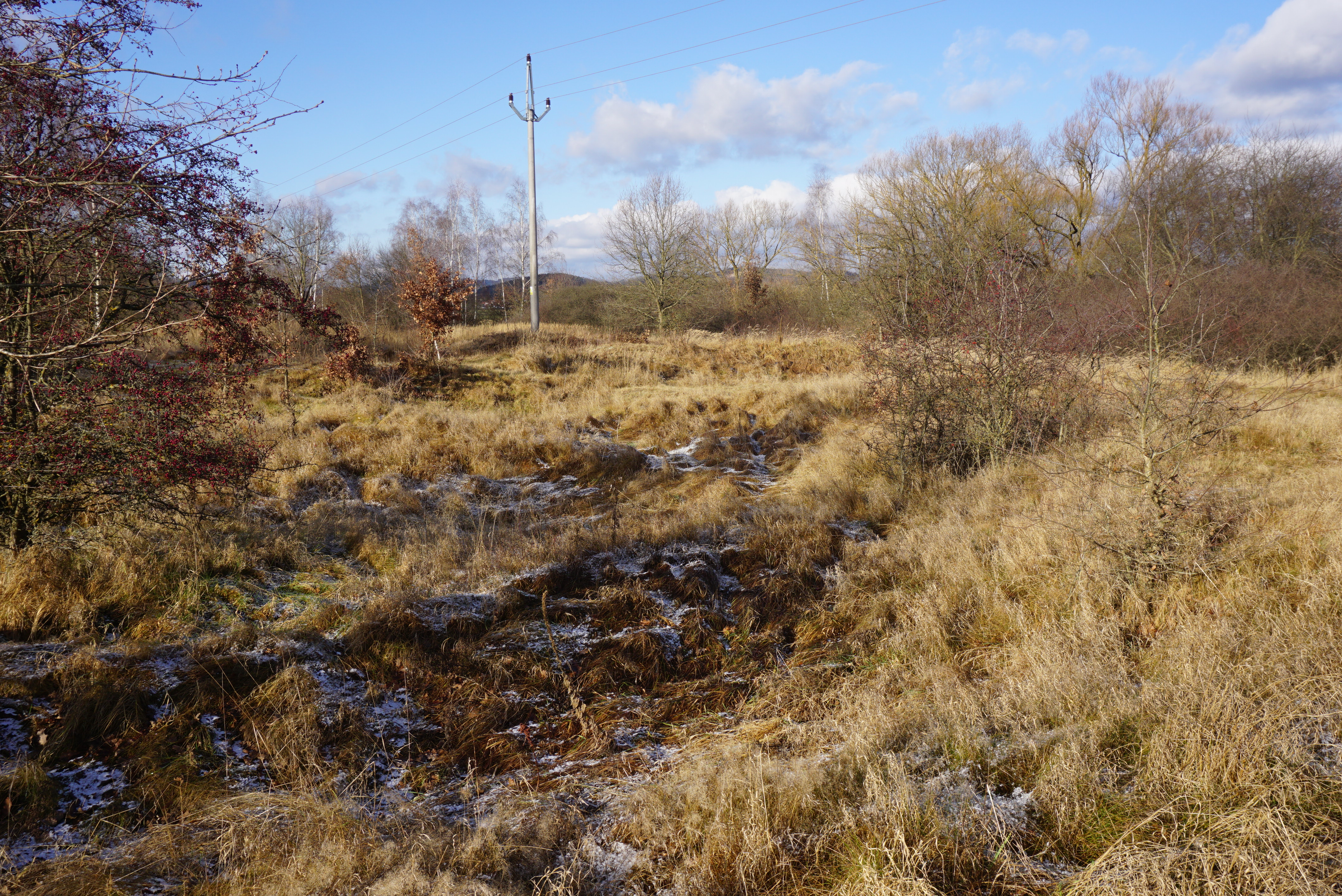
Modlešovické sejpy
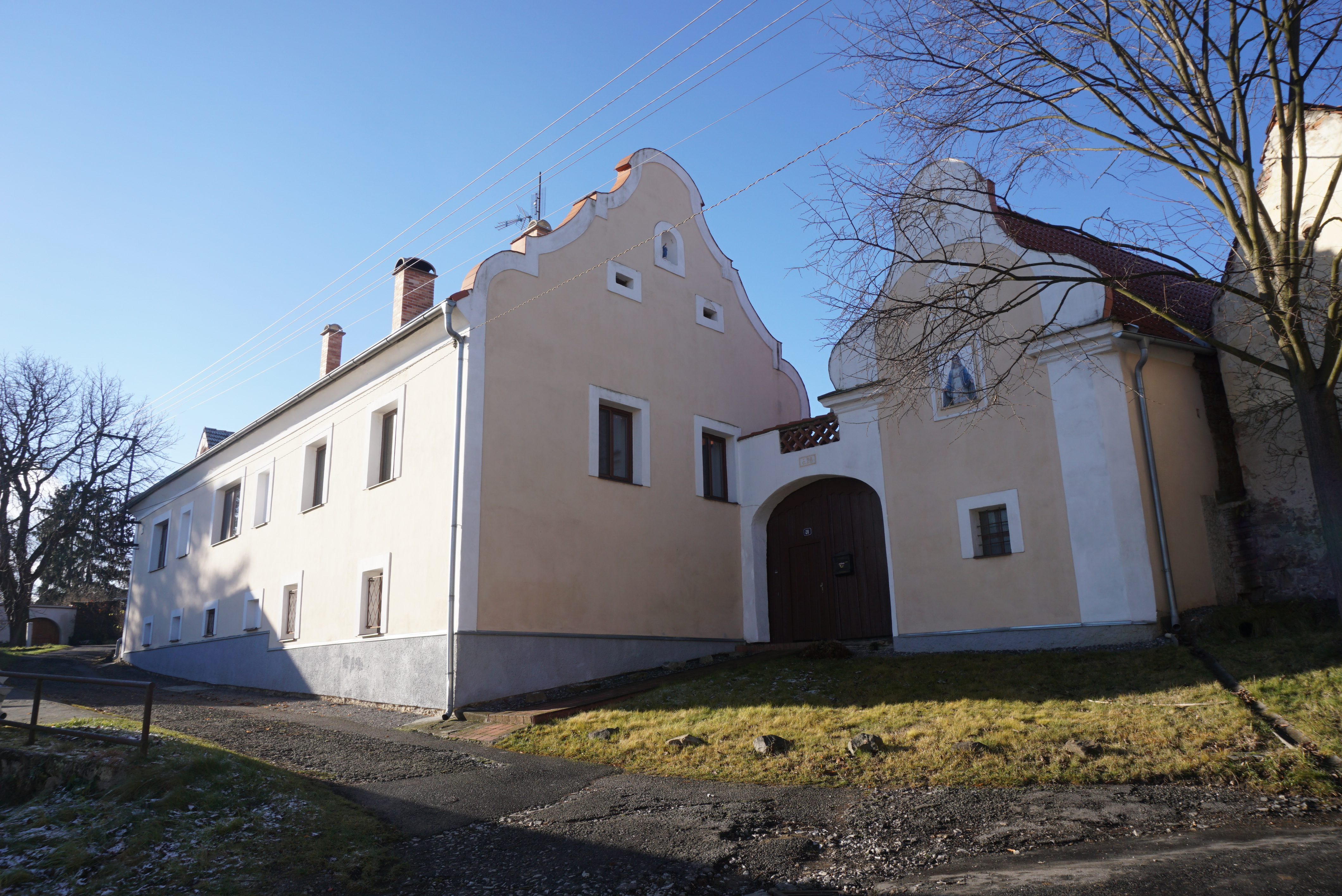
Usedlost čp. 28
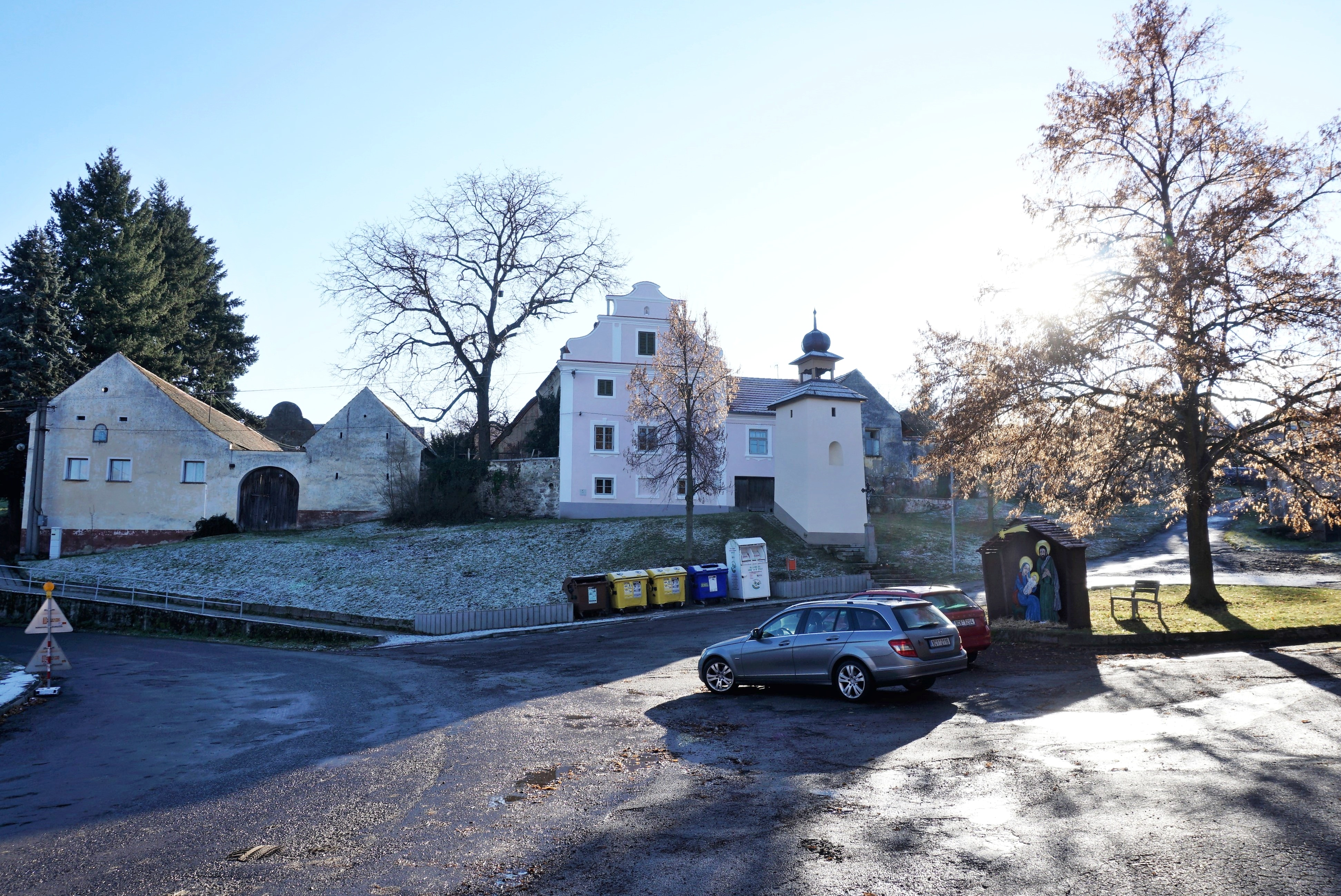
Náves v Modlešovicích
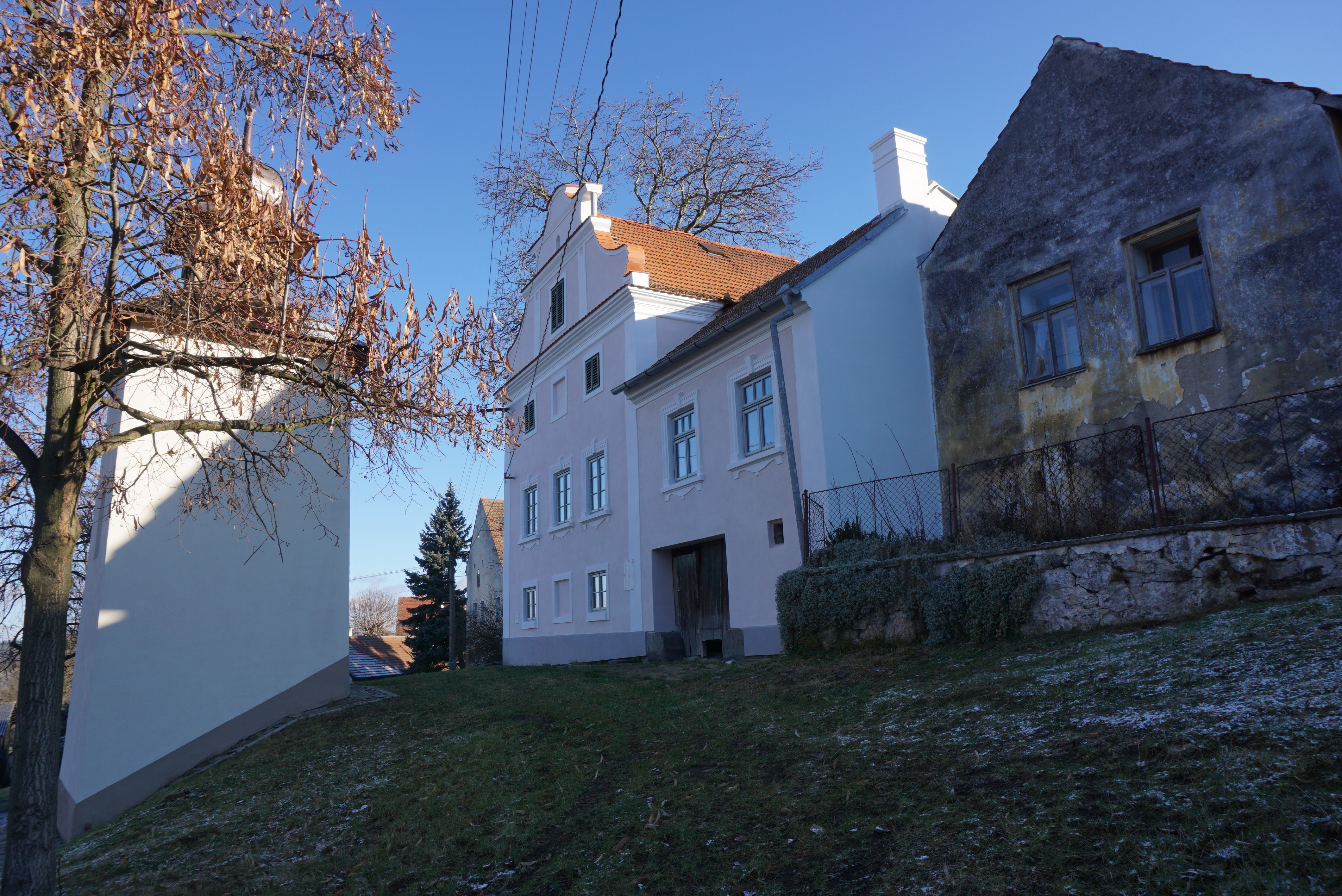
Statek čp. 15 a zvonička
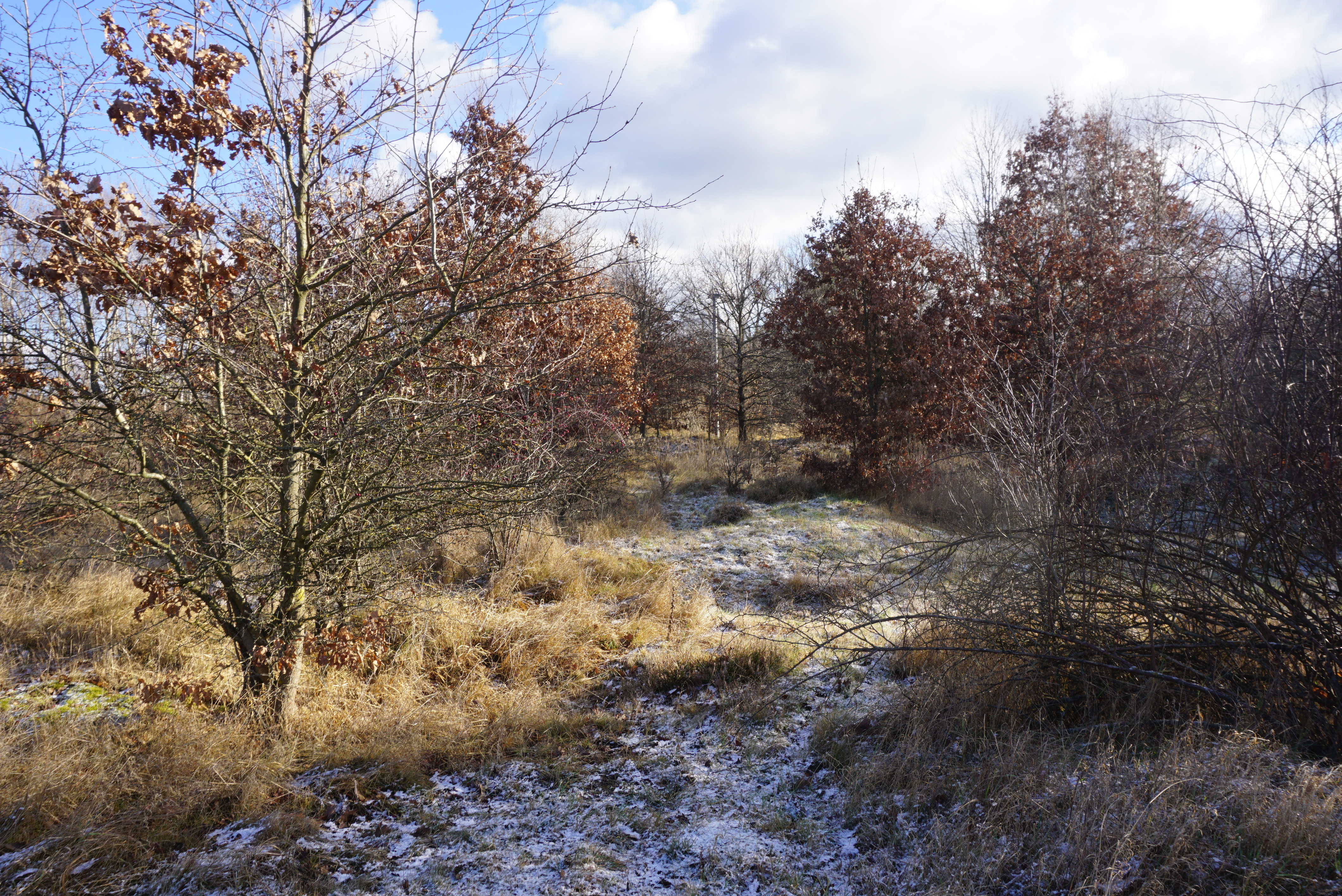
Historické rýžoviště zlata